# Lijst van landen in de Tweede Wereldoorlog

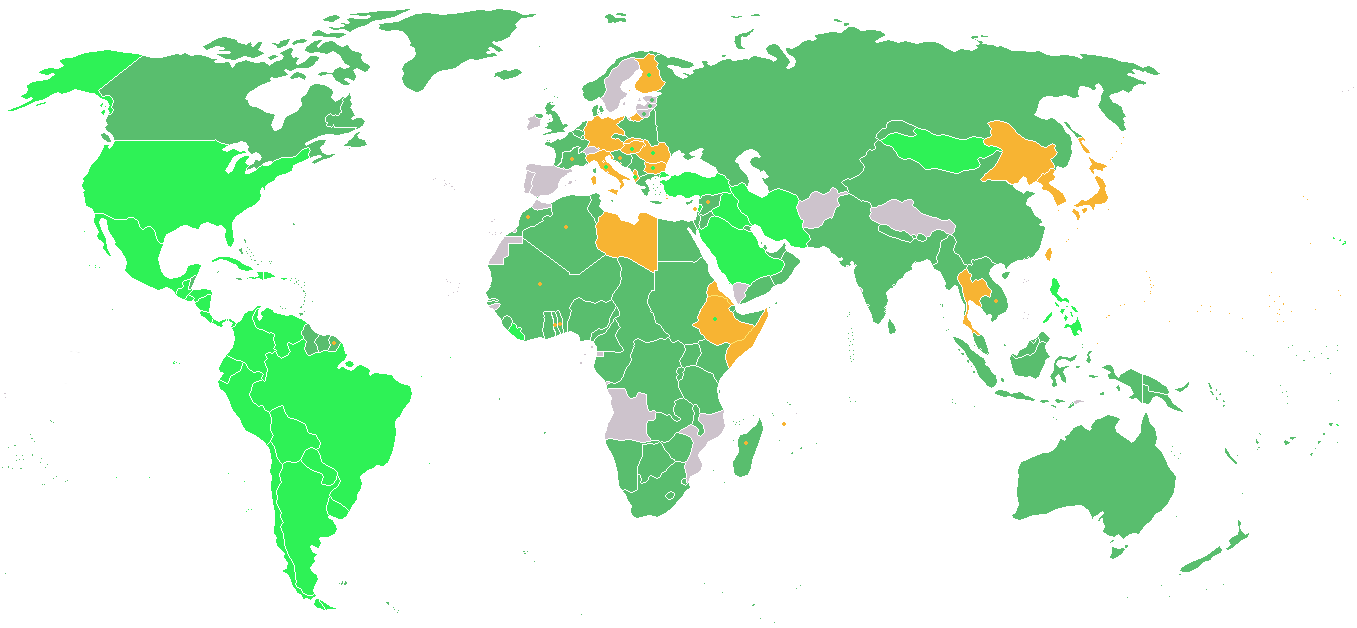
Asmogendheden
Geallieerden die vóór de aanval op Pearl Harbor bij het conflict betrokken waren
Geallieerden na de aanval op Pearl Harbor
Voor meer informatie klik op het plaatje en lees de samenvatting.

Dit is een lijst van landen die meevochten in de Tweede Wereldoorlog.

## Geallieerden

### Oorlogsverklaring aan de asmogendheden
De volgende landen kozen de zijde van de geallieerden voordat of zonder dat ze zelf aangevallen werden door een as-land.
- Australië
- Brazilië
- Canada
- Frankrijk en koloniën (tot verovering door Duitsland, Vichy-Frankrijk was collaborerende mogendheid).
- Groenland (Deense kolonie. Groenland weigerde echter de Duitse bezetting van Denemarken te erkennen en koos voor de geallieerden)
- Mexico
- Nieuw-Zeeland
- Verenigd Koninkrijk en koloniën
- IJsland (na onafhankelijkheid in 1944)
- Zuid-Afrika

### Aangevallen door de asmogendheden
De volgende landen kozen de zijde van de geallieerden nadat ze aangevallen werden door een as-land.
- Albanië
- België
- Denemarken (na de capitulatie bleef de Deense regering onder Duitse bezetting bestaan)
- Egypte (officieel neutraal)
- Ethiopië
- Filipijnen (als onderdeel van het Amerikaanse leger)
- Griekenland
- Joegoslavië
- Luxemburg
- Mongolië
- Nederland
- Noorwegen (marionettenregering van Vidkun Quisling stond aan de zijde van de as)
- Polen
- Sovjet-Unie (vanaf 1941, toen Duitsland het Molotov-von-Ribbentrop-nietaanvalsverdrag verbrak)
- Tsjecho-Slowakije
- Verenigde Staten

### As-bondgenoten die tijdens de oorlog de geallieerde zijde kozen
- Bulgarije (1944)
- Finland (1944)
- Italië (1943)
- Roemenië (1944)
- San Marino (1943)
- Sovjet-Unie (1941) (As-bondgenoot tijdens de Poolse Veldtocht)

### Supporters van de geallieerden
De volgende landen steunden de geallieerden, maar vochten niet mee:
- Argentinië
- Bolivia
- Chili
- Colombia
- Costa Rica
- Cuba
- Dominicaanse Republiek
- Ecuador
- El Salvador
- Guatemala
- Haïti
- Honduras
- Irak
- Iran
- Libanon
- Liberia
- Nepal
- Nicaragua
- Panama
- Paraguay
- Peru
- Saoedi-Arabië
- Suriname
- Syrië
- Turkije
- Uruguay
- Venezuela

## Asmogendheden

### Deelnemers aan het Driemogendhedenpact
- Nazi-Duitsland
- Koninkrijk Italië
- Japans Keizerrijk

### Mede-ondertekenaars van het Driemogendhedenpact
- Koninkrijk Bulgarije (1 maart 1941)
- Koninkrijk Hongarije (20 november 1940)
- Koninkrijk Roemenië (23 november 1940)
- Eerste Slowaakse Republiek (24 november 1940)

Joegoslavië tekende het Driemogendhedenpact ook, maar vrijwel direct daarna werd er een staatsgreep gepleegd en werd de regering vervangen door een anti-Duitse regering.

### Andere landen die de asmogendheden welgevallig waren
- Finland
- Italiaanse Sociale Republiek (marionettenregering in Italië na Italiaanse overgave aan de geallieerden)
- Japans-China (marionettenregering)
- Onafhankelijke Staat Kroatië (marionettenregering)
- Mantsjoekwo (marionettenregering)
- San Marino
- Thailand (toen nog Siam geheten)
- Vichy-Frankrijk (marionettenregering)

## Landen die neutraal bleven
- Afghanistan
- Andorra
- Ierland
- Liechtenstein
- Portugal
- Spanje
- Zweden (behalve tijdens de Winteroorlog)
- Zwitserland

## Gerelateerd onderwerp
- Lijst van landen per werelddeel